# Gargariscus
Gargariscus is een monotypisch geslacht van straalvinnige vissen uit de familie van pantserponen (Peristediidae).

## Soort
- Gargariscus prionocephalus (Duméril, 1869)